# 大臣病
大臣病（だいじんびょう）とは、与党の国会議員が国務大臣のポストに執着すること。

## 概要
議院内閣制における国務大臣は、各種許認可や補助金交付等の強大な権限を持つ。政治家にとって大臣の職は権威の象徴であり、旧大蔵省などの重要な省庁の所管大臣として就任すれば、議員自身の政界における重みも増し、政治資金の調達などに大きな転換期となることもあり得る。逆に、本来大臣になっていていいはずのキャリアで大臣になれないでいることは、周囲から政治家としての資質を問われることにもなる。またごく一部の時期を除き自由民主党が衆参ともに多数派を占めてきたとは言え大多数は総理・総裁はおろか派閥領袖にもなれなかった自民党議員たちにとっては、政治家生活のなかで大臣ポストを経験することが、おおむね議員引退後に受ける叙勲において三権の長経験者以外の在職年数の長い（もしくは国務大臣を経験した）国会議員が受章対象となる勲一等旭日大綬章（旭日大綬章）の受章とともに一つのステータス、ひいては死後においても選挙区内で「地元の功労者」として名前が残るバロメータとして国務大臣就任を志向する自民党議員は多い。
戦後において、常に選挙のたびに落選の危機感に苛まれる非自民党系議員とは異なり、「ジバン（地盤）、カンバン（看板）、カバン（鞄）」の3つのバン（三バン）に守られ選挙も楽勝で当選回数を重ねる自民党系議員は昭和・平成・令和問わず相当数おり、国務大臣就任を志向する議員も数多い。
こうしたことから1955年の保守合同によって誕生した自由民主党長期政権下の組閣や内閣改造では、大臣の選任は概ね各派閥間の均衡を目的としたいわゆる「派閥の論理」で行われた。その結果、大臣在任期間を1年程度として内閣改造によって大臣を頻繁に代えることが常態化し、長期に渡って政策に取り組むことが困難な大臣に代わって官僚が実権を握ることになった。
佐藤内閣までは能力が今一つと判断されれば大臣になれないまま引退する自民党国会議員が少なからずいたが、田中角栄内閣以降は自民党国会議員が当選回数を重ねれば大臣にほぼ就任できるシステムが確立されることになった。当選回数が衆議院議員で5回、参議院議員で3回以上が大臣の資格の条件（大臣適齢期・入閣適齢期）とされ、大臣に就任していない自民党国会議員は「大臣待望組」「入閣待望組」「大臣待機組」「入閣待機組」と呼ばれた。大臣病対策の大臣ポストとしては歴代首相があまり重視せず権限が少ない伴食大臣（自治大臣、法務大臣、総務庁長官、科学技術庁長官、行政管理庁長官、環境庁長官、北海道開発庁長官・沖縄開発庁長官、国土庁長官、総理府総務長官、国家公安委員会委員長など）に充てられることが多かった。
しかし、1994年以降の政治改革によって、首相権限強化と派閥影響力停滞によって序列によらない閣僚の抜擢採用（俗にサプライズ人事と言われるもの）が多くなり、自民党の場合は下野していた野党時代（1993年-1994年、2009年-2012年）があったため、必ずしもこの条件に当てはまれば大臣になれるというものではない。事実、2024年1月時点の自民党国会議員のうち、上記の条件から更に当選回数を重ねた衆議院当選6回以上の未入閣議員は11人、参議院当選4回以上の未入閣議員も5人おり、これに上記条件に当てはまる衆院5回、参院3回の議員を加えた総数は61人にのぼる。
しかしながら、2014年の第2次安倍改造内閣発足前後には、これらの議員をかつてのように「入閣待望組」とマスメディアが呼称しており、文字通り入閣を待望する議員も存在するとされる。

## 現職の自由民主党国会議員の当選回数別大臣就任人数
衆議院議員
（当選9-12回、14回以上の政治家は全員大臣経験がある、参議院議員経験者には「議員名（参○回）」）
| 当選回数 | 大臣経験者 | 大臣未経験者                                                                                                 |
| -------- | --- | --- |
| 13       | 2名 1986年初当選 石破茂 村上誠一郎 | 1名 1986年初当選 逢沢一郎                                                                                    |
| 8        | 14名 2000年初当選 上川陽子 小泉龍司 後藤茂之 松島みどり 山口壮 2003年初当選 井上信治 江藤拓 加藤勝信 坂本哲志 谷公一 西村康稔 古川禎久 2004年初当選 柴山昌彦 森山裕（参1期） | 1名 2003年初当選 長島昭久                                                                                    |
| 7        | 12名 2003年初当選 西銘恒三郎 萩生田光一 葉梨康弘 宮下一郎 山際大志郎 城内実 2004年初当選 寺田稔 2005年初当選 稲田朋美 永岡桂子 赤澤亮正 阿部俊子 平将明                      | 2名 2003年初当選 御法川信英 2005年初当選 丹羽秀樹                                                            |
| 6        | 8名 2005年初当選 木原稔 伊藤忠彦 坂井学 武藤容治 鈴木馨祐 2009年初当選 齋藤健 小泉進次郎 伊東良孝                                                                            | 9名 2005年初当選 赤間二郎 石原宏高 上野賢一郎 木原誠二 関芳弘 田中良生 平口洋 松本洋平 2009年初当選 橘慶一郎 |
| 5        | 4名 2012年初当選 小林鷹之 堀内詔子 牧島かれん 山下貴司 | 43名 2012年初当選42名 2013年初当選1名                                                                        |
| 4        | 1名 2014年初当選 加藤鮎子 | 8名 2012年初当選4名 2014年初当選3名 2016年初当選1名                                                          |
| 3        | なし | 10名 2009年初当選1名 2017年初当選8名 2020年初当選1名                                                         |
| 2        | 2名 2021年初当選2名 林芳正（参5期） 島尻安伊子（参2期） | 27名 2017年初当選1名 2021年初当選22名 中西健治（参2期） 2023年初当選4名                                      |
| 1        | なし | 14名 2024年初当選14名                                                                                        |

参議院議員
（当選7回以上の政治家は全員大臣経験がある、衆議院議員経験者には「議員名（衆○回）」）
| 当選回数 | 大臣経験者 | 大臣未経験者 |
| -------- | --- | --- |
| 6        | 1名 1995年初当選 橋本聖子 | 1名 1992年初当選 山崎正昭 |
| 5        | 3名 1998年初当選 鶴保庸介 2001年初当選 有村治子 松山政司                                                                                 | 2名 1998年初当選 桜井充 2003年初当選 関口昌一 |
| 4        | 8名 2001年初当選 野上浩太郎 2004年初当選 末松信介 松村祥史 山谷えり子（衆1期） 山本順三 岡田直樹 野村哲郎 2007年初当選 森まさこ          | 7名 2004年初当選 松下新平 2007年初当選 石井準一 西田昌司 古川俊治 牧野京夫 2013年初当選 北村経夫 宮本周司 |
| 3        | 5名 1998年初当選 浅尾慶一郎（衆3期） 2010年初当選 片山さつき（衆1期） 猪口邦子（衆1期） 宮沢洋一（衆3期） 福岡資麿（衆1期） 三原じゅん子 | 22名 2010年初当選 長谷川岳 大家敏志 上野通子 中西祐介 青木一彦 石井浩郎 磯崎仁彦 渡辺猛之 藤川政人 2012年初当選 山田太郎 2013年初当選 江島潔 高橋克法 上月良祐 滝波宏文 酒井庸行 堀井巌 舞立昇治 山下雄平 古賀友一郎 馬場成志 石田昌宏 2014年初当選 阿達雅志 |
| 2        | 2名 2016年初当選1名 自見英子 2019年初当選1名 鈴木宗男（衆8期）                                                                           | 17名 2016年初当選11名 山田宏（衆2期） 2019年初当選6名 |
| 1        | なし | 31名 2022年初当選19名 船橋利実（衆2期） 2025年初当選12名 福山守（衆3期） |